# Anopheles mortiauxi
Anopheles mortiauxi är en tvåvingeart som beskrevs av Edwards 1938. Anopheles mortiauxi ingår i släktet Anopheles och familjen stickmyggor. Inga underarter finns listade i Catalogue of Life.